# The Rescue, Cure and Education of Blind Babies
The Rescue, Cure and Education of Blind Babies è un cortometraggio muto del 1912. Non si conosce il nome del regista, né quello dell'operatore del film, un documentario prodotto dalla Edison,

## Produzione
Il film fu prodotto dalla Edison Company.

## Distribuzione
Distribuito dalla General Film Company, il film - un cortometraggio in una bobina - uscì nelle sale cinematografiche degli Stati Uniti il 14 settembre 1912.